# 纪明波
纪明波（1942年11月—），河北晋州人，中华人民共和国政治人物，中华全国总工会原书记处书记，第十届全国政协委员。